# Wu Changshuo

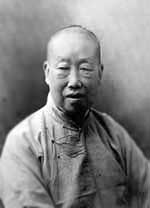
Wu Changshuo

Wu Changshuo, chinesisch 吳昌碩 (geboren am 12. September 1844 in Huzhou, Anji, Provinz Zhejiang; gestorben am 29. November 1927 in Shanghai), geboren als Wu Junqing, war ein chinesischer Siegelschnitzer, bedeutender Maler und Kalligraph der späten Qing-Zeit.

## Leben
Wu wurde in eine Gelehrtenfamilie hineingeboren. Er begann bereits im Alter von 10 Jahren Gedichte zu schreiben und Siegel zu schnitzen. Als junger Mann legte er die Prüfungen für den öffentlichen Dienst ab und gründete eine Familie. In seiner Freizeit widmete er sich der Kunst und Poesie. In seinen Zwanzigern zog er in die Provinz Jiangsu und ließ sich in Suzhou nieder. Vor dem Zusammenbruch der Großen Qing diente er als kaiserlicher Beamter in Liaoning.
Zunächst widmete er sich der Poesie und Kalligrafie mit einem starken Interesse für frühe Schriften. Doch den Großteil seines Lebens widmet er dem Studium der Siegelgravur. Er selbst erlernte das Siegelschnitzen an den Zhe- und Anhui-Schulen. Er wurde von der Steinschnitzerei der Qin- und Han-Zeit beeinflusst. Zu diesem Thema verfasste er mehrere Handbücher. Sein einzigartiger Kunstansatz basierte auf traditionellen kalligraphischen Techniken und wurde später „Wu-Stil“ gekannt. Wu versah seine Werke oft mit poetischen Nebeninschriften.
Wu begann mit der Kalligraphie in der regulären Schrift (Kaishu) der Tang-Dynastie, damals die offizielle Schrift der Han. Später spezialisierte er sich auf das kraftvolle Schreiben der größeren Siegelschrift, bekannt als Shigu. Er leitete auch die Xiling-Siegelgesellschaft, eine akademische Organisation für Hangzhou-basierte Siegel-Künstler.
Im Alter von 30 Jahren begann Wu mit dem Malen, da er von Ren Bonian (1840–1896) ermutigt wurde, seine kalligraphischen Pinselstriche in die Malerei zu übertragen. Von Zhao Zhiqian (1829–1884), einem Meister der Jinshi-Malschule, lernte Wu, den Stil der Epigraphik auf die Malerei anzuwenden. Er schuf eine explizite und direkte Ausdrucksform, indem er scharfe Kontraste und leuchtende Farben mit kräftigen und einfachen Pinselstrichen kombinierte. Diese Technik ließ traditionelle Gemälde im Literatenstil frisch und dem 20. Jahrhundert angemessen erscheinen. Bekannt wurde er durch seine Vogel- und Blumengemälde.
Im Jahr 1882 zog Wu mit seiner Familie nach Suzhou, um bei Yang Xian, einem großen Kalligraphen und Gelehrten, Poesie und Kalligraphie zu studieren. Wu bekam als niederrangiger Regierungsbeamter nur ein geringes Gehalt. Im Jahr 1899 erhielt er einen Posten des Bezirksrichters von Andong in der Provinz Jiangsu. Er trat bereits einen Monat später zurück und beschloss mit dem Verkauf seiner Kunst seinen Lebensunterhalt zu verdienen. Später lernte er Wang Yiting (1867–1938) kennen, der einflussreichen politischen, karitativen und künstlerischen Kreisen Shanghais angehörte. Im Jahr 1909 gehörten Wu und Wang mit anderen Freunden  zu den Gründern des ersten gemeinnützigen Kunstvereins. 1913 ließ er mit finanzieller Unterstützung Wangs in Shanghai nieder und beteiligte sich an vielen lokalen Kunstvereinen. Aufgrund seines Talents und der Empfehlung durch Wang wurde Wus Kunst von den Japanern respektiert und in großem Umfang gesammelt. Wu hatte mehrere Kinder darunter sein zweiter Sohn Wu Han, auch Wu Cangkan, (1876–1926), der ebenfalls Siegelschnitzer und Kalligraph wurde.

## Werke (Auswahl)

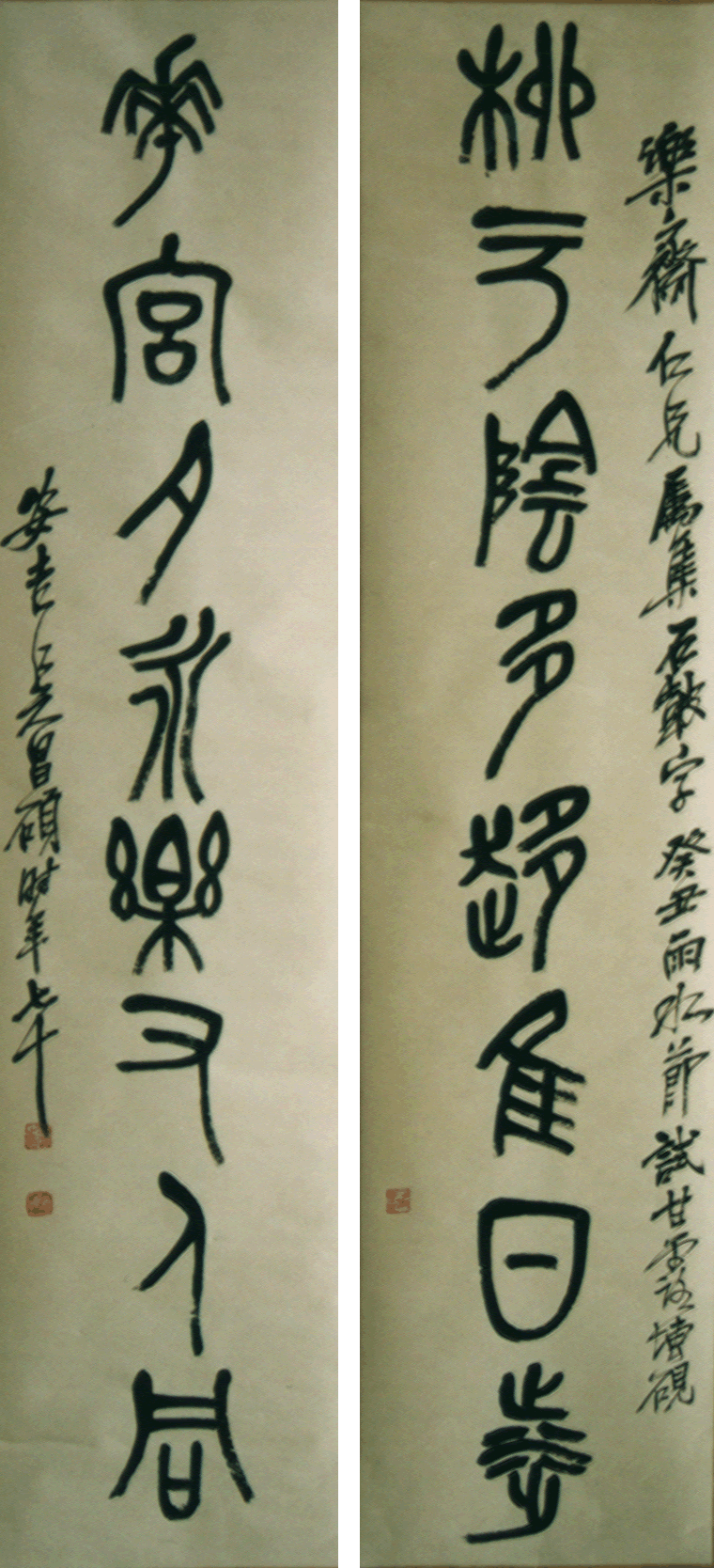
Reimpaar
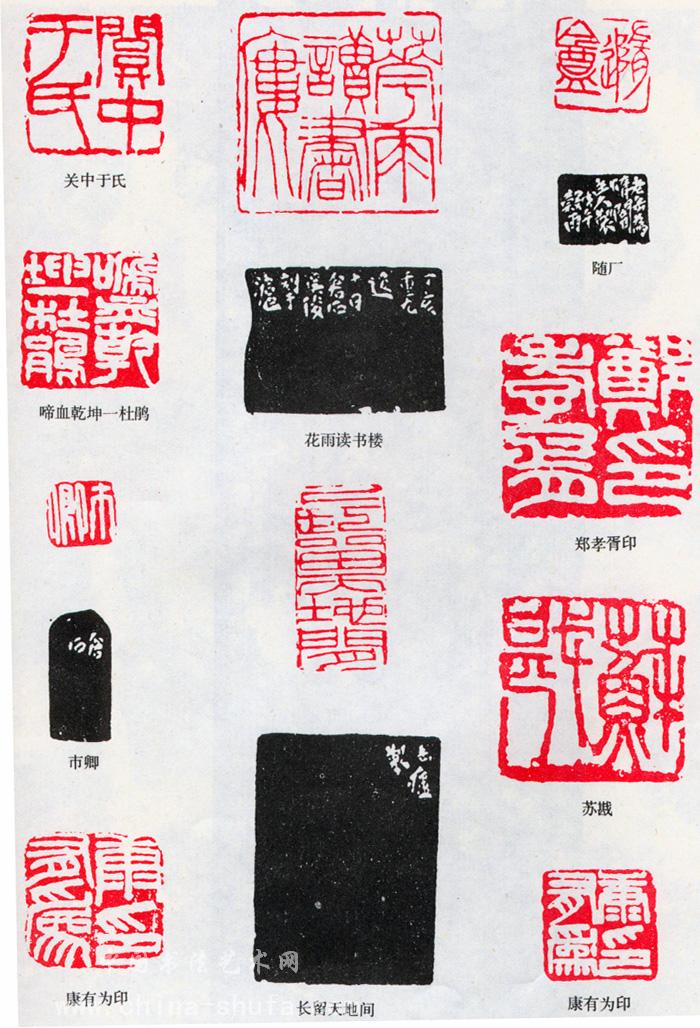
Siegelschnitzereien

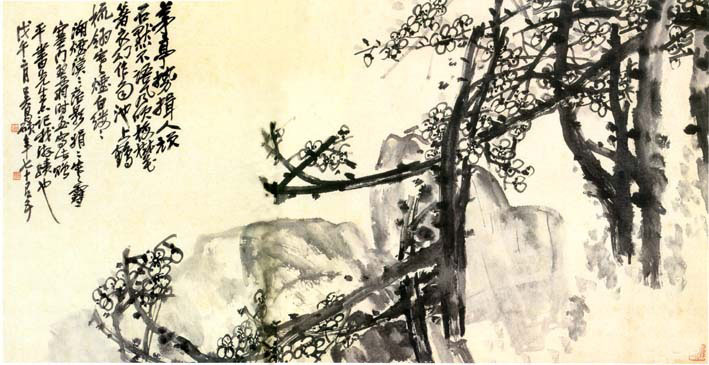
Tinte und Wasser Pflaumenblüte

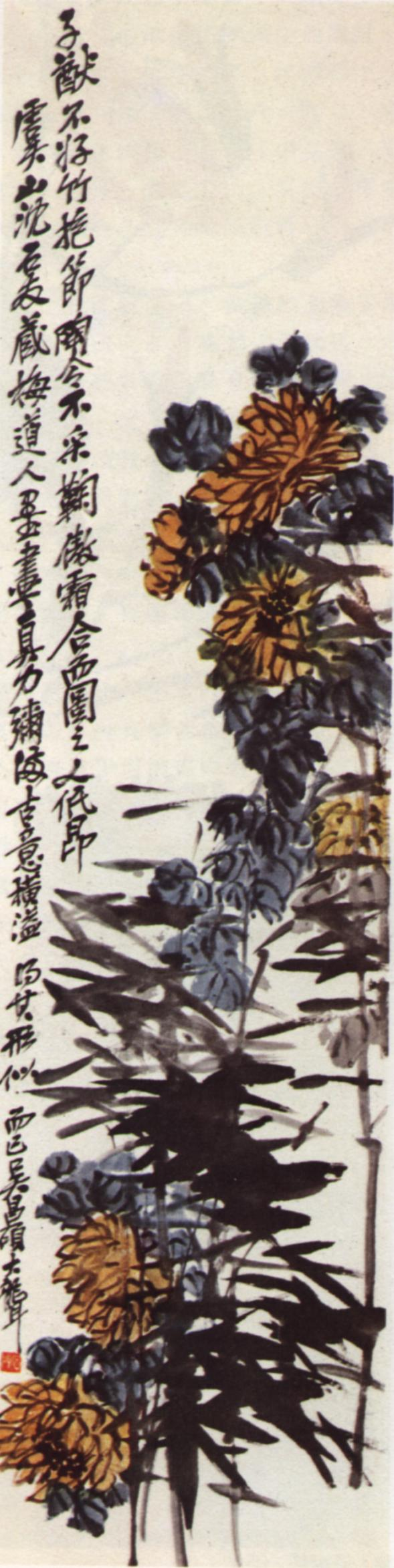
Chrysantheme, Blumen und Bambus
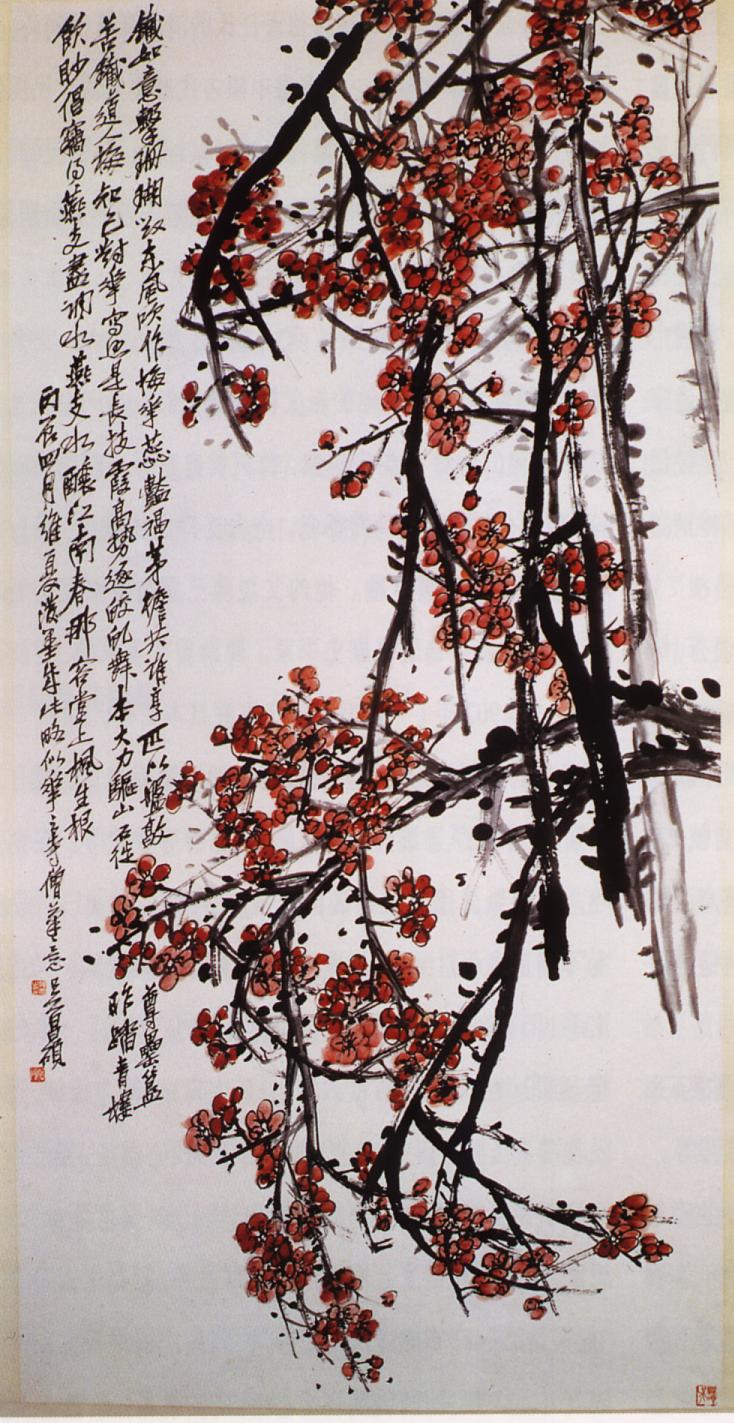
Pflaumenblüte
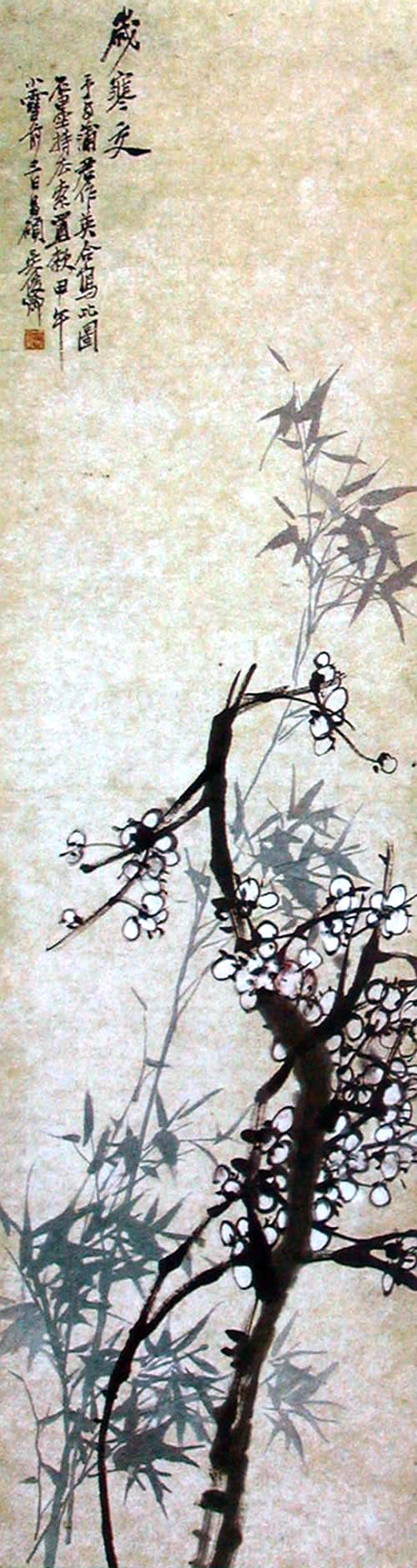
Zwei langlebige Pflanzen im Winter: Pflaumenblüten und Bambus
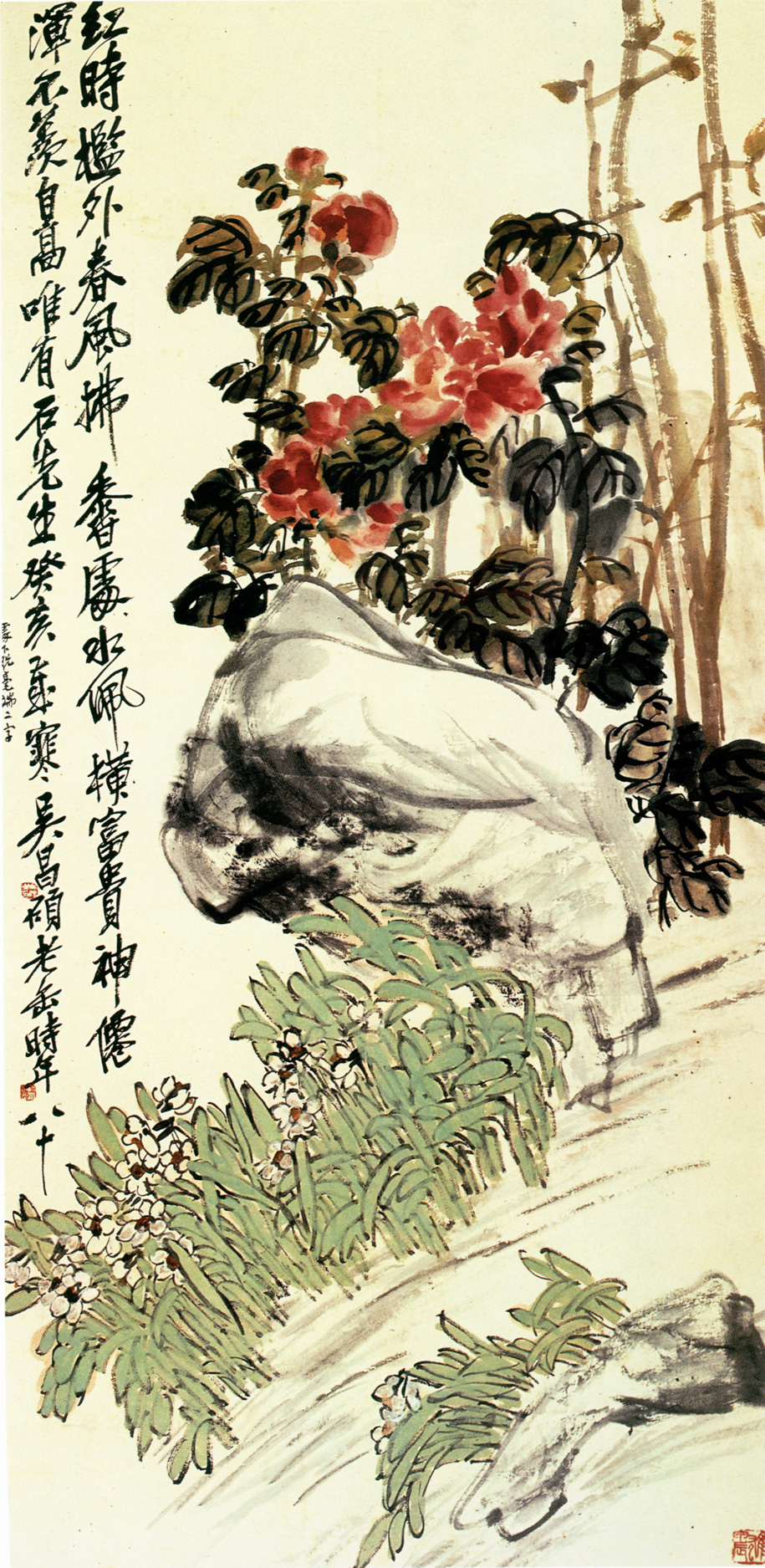
Pfingstrosen und Narzissen